# Stymphalornis acutirostris
Stymphalornis acutirostris е вид птица от семейство Thamnophilidae, единствен представител на род Stymphalornis. Видът е застрашен от изчезване.

## Разпространение
Видът е разпространен в Бразилия.